# Берёза, Григорий Пантелеевич
Григорий Пантелеевич Берёза (27 февраля 1922, Черкасская область — 7 апреля 1945) — советский военнослужащий, участник Великой Отечественной войны, полный кавалер ордена Славы, воздушный стрелок 74-го гвардейского штурмового авиационного полка (1-я гвардейская штурмовая авиационная Сталинградская ордена Ленина Краснознамённая орденов Суворова 2-й степени и Кутузова 2-й степени дивизия, 1-я воздушная армия, 3-й Белорусский фронт), гвардии старшина — на момент представления к награждению орденом Славы 1-й степени.

## Биография
Родился 27 февраля 1922 года в селе Чапаевка (ныне Золотоношского района Черкасской области). Окончил среднюю школу.
В Красной армии с 1940 года. В 1942 году окончил Харьковское военно-авиационное училище летнабов и штурманов. На фронте в Великую Отечественную войну с марта 1943 года. Воевал в составе 74-го гвардейского штурмового авиационного полка на Южном и 3-м Белорусском фронтах. Был воздушным стрелком самолета Ил-2. Член ВКП с 1944 года. Участвовал с боях за освобождение Донбасса и Преднепровья, Крыма и Литвы, громил врага в Восточной Пруссии.
К 17 октября 1944 года гвардии старшина Берёза совершил 61 боевой вылет на штурмовку скоплений живой силы и техники. Участвовал в 19 воздушных боях. Вместе с экипажем 26 июня 1944 года сбил истребитель Ме-109. 27 августа лично сбил Ме-109. Уничтожил свыше 30 фашистов. Приказом от 5 ноября 1944 года гвардии старшина Берёза Григорий Пантелеевич награждён орденом Славы 3-й степени.
28 января 1945 года гвардии старшина Берёза при бомбардировке неприятельских позиций в районе города Кёнигсберг огнём из пулемета подавил зенитную батарею. К этому дню совершил 81 боевой вылет на штурмовку войск противника, нанеся ему ощутимый урон. Приказом от 7 февраля 1945 года гвардии старшина Берёза Григорий Пантелеевич награждён орденом Славы 2-й степени.
К марту 1945 на счету гвардии старшины Берёзы было уже 105 успешных боевых вылетов, во время которых участвовал более чем в 30 воздушных боях с истребителями противника. 28 февраля 1945 года при нанесении бомбового удара сжёг 6 автомобилей с боеприпасами и поразил много противников. Был представлен к награждению орденом Славы 1-й степени.
7 апреля 1945 года во время нанесения штурмового удара на южной окраине Кёнигсберга, у бастиона «Фридландский» самолет заместителя командира первой эскадрильи гвардии старшего лейтенанта Исаева, стрелком у которого был гвардии старшина Берёза, был сбит зенитной артиллерией. Спустя несколько дней, сразу после взятия Кенигсберга, на место гибели экипажа отправилась поисковая группа вместе с комиссаром полка И. Е. Коваленко. Найти место падения самолета и останки летчиков не удалось.
Указом Президиума Верховного Совета СССР от 19 апреля 1945 года за образцовое выполнение заданий командования в боях с немецко-вражескими захватчиками гвардии старшина Берёза Григорий Пантелеевич награждён орденом Славы 1-й степени.
Награждён орденам Красной Звезды, Славы 3-х степеней.
В ноябре 1988 года при проведении работ по очистке водоема, окружающего бывший бастион «Фридландский», в иле были обнаружены обломки самолета Ил-2. По обрывкам документов удалось установить имена членов экипажа — гвардии старший лейтенант Исаев Ефим Максимович и гвардии старшина Берёза Григорий Пантелеевич.
Похоронен на родине, в селе Чапаевка Золотоношского района Черкасской области. На месте гибели экипажа установлен памятник.